# 异型假鹤虱
异型假鹤虱（学名：Eritrichium difforme）为紫草科齿缘草属的植物，是中国的特有植物。分布在中国大陆的西藏、四川、云南等地，生长于海拔2,300米至3,800米的地区，一般生长在沟谷河边、路边草地、林下、山坡以及阴湿石缝中，目前尚未由人工引种栽培。